# Plectris scutellaris
Plectris scutellaris är en skalbaggsart som beskrevs av Blanchard 1850. Plectris scutellaris ingår i släktet Plectris och familjen Melolonthidae. Inga underarter finns listade i Catalogue of Life.